# Museo de Stalin de Batumi
El Museo de Stalin de Batumi fue un museo situado en Batumi, Georgia. Conmemoraba a Iósif Stalin, que participó activamente en los disturbios socialistas de los trabajadores de la refinería de Batumi en 1901-1902. Se cerró en 2013, después de haber sido poco visitado.